# Superliga Brasileira de Voleibol Masculino de 2025 - Série C
A Superliga Brasileira de Voleibol Masculino de 2025 - Série C será a 8ª edição desta competição organizada pela Confederação Brasileira de Voleibol. Trata-se da terceira divisão do Campeonato Brasileiro de Voleibol Masculino, a principal competição entre clubes de voleibol masculino do Brasil. A Superliga C substituiu a extinta Taça Prata.
Participam do torneio 40 (quarenta) equipes provenientes de 21 (vinte e um) estados brasileiros e do Distrito Federal. As equipes foram distribuídas em cinco regiões e cada região contará com uma ou mais sedes, observando os critérios para definição definidos pela CBV. O clube campeão de cada sede regional se classificará automaticamente para a Etapa Nacional da Superliga C, totalizando sete equipes. Caso alguma equipe campeã desista da vaga, será suspensa por um ano de todas as competições organizadas
pela CBV. Nessa situação, a equipe vice-campeã da mesma região assumirá a vaga na Etapa Nacional. A Etapa Nacional da Superliga C será disputada em sede única, definida pela Confederação Brasileira de Voleibol (CBV), com a participação de 8 (oito) equipes para definição das 4 (quatro) vagas de acesso à Superliga B Masculina 2026.
Pelo formato definido para o torneio, os times foram divididos em sedes regionais, sendo elas Chapecó (SC), Rio Branco (AC), Itaquaquecetuba (SP), Salvador (BA), Parnamirim (RN) e Campo Grande (MS).
Os seis campeões regionais e os dois melhores segundos colocados, vão disputar a fase decisiva em outubro, ao todo serão oito equipes, sendo elas: Pantanal Vôlei (Centro-Oeste); Team Vini Vôlei (Nordeste 1); Unifor (Nordeste 2); Remo Vôlei (Norte); Fluminense Vôlei (Sudeste); APROV/Chapecó (Sul); Salvador Vôlei (melhor segundo - Nordeste) e Elase (segundo melhor segundo - Sul).
As sedes da etapa nacional ainda não foram anunciadas pela Confederação Brasileira de Voleibol (CBV). O regulamento prevê que os jogos aconteçam entre 1 e 11 de outubro.

## Regulamento
A CBV definiu as condições de participação da seguinte maneira. As equipes classificadas serão distribuídas em cinco regiões. Cada região contará com uma ou mais sedes, observando os critérios para definição de sedes definidos pela CBV. A CBV considerará aspectos técnicos, logísticos e de infraestrutura para a escolha dos locais de realização das competições regionais. O clube campeão de cada sede regional se classificará automaticamente para a Etapa Nacional da Superliga C, totalizando sete equipes. Caso alguma equipe campeã desista da vaga, será suspensa por um ano de todas as competições organizadas pela CBV. Nessa situação, a equipe vice-campeã da mesma região assumirá a vaga na Etapa Nacional.
A Etapa Nacional da Superliga C será disputada em sede única, definida pela Confederação Brasileira de Voleibol (CBV), com a participação de 8 (oito) equipes. A composição da fase será com os 7 (sete) campeões regionais e a oitava vaga será destinada ao melhor segundo colocado geral entre todas as Etapas Regionais. Para definição do melhor segundo colocado, segue os critérios: Caso os segundos colocados das Etapas Regionais tenham disputado número diferente de jogos, serão descartados o melhor e o pior resultado das equipes que tenham realizado partidas a mais, de modo a igualar o número de confrontos considerados. Após este ajuste, será calculado o desempenho, e a equipe com melhor aproveitamento técnico será classificada para a Etapa Nacional. Em caso de desistência da equipe classificada como oitava colocada, será convidado o 2º melhor 2º colocado, utilizando os critérios descritos anteriormente, e, assim, sucessivamente até o último 2º colocado. Caso nenhuma equipe que tenha participado da fase regional tenha interesse, a CBV pode convidar uma 8ª equipe ou simplesmente realizar a fase nacional com apenas 07 participantes.
Na Fase Nacional, as 8 equipes classificadas serão divididas em dois grupos, com 4 equipes em cada. Classificam-se para a semifinal os dois primeiros colocados de cada grupo, sendo que o primeiro colocado do Grupo A enfrentará o segundo colocado do Grupo B, e o segundo colocado do Grupo A enfrentará o primeiro colocado do Grupo B. Os vencedores dessas partidas avançam para a final.
A Etapa Nacional da Superliga C definirá as 4 (quatro) melhores equipes da Etapa Nacional garantirão acesso à Superliga B 2025/2026 e a equipe campeã da Etapa Nacional será reconhecida oficialmente como vencedora da Superliga C 2025..

## Equipes participantes
Segue abaixo a lista das equipes participantes da Superliga Série C de 2025.
| Sede                 | Grupo                      | Equipe               | Cidade           | Temporada 2024 |
| -------------------- | -------------------------- | -------------------- | ---------------- | -------------- |
| Rio Branco (AC)      |                            |                      |                  |                |
| Norte                | AVV Vôlei Vilhena          | Vilhena              | Estreante        |                |
| Norte                | Clube ACV                  | Porto Velho          | Estreante        |                |
| Norte                | GAS Vôlei                  | Boa Vista            | Estreante        |                |
| Norte                | Iate Clube                 | Boa Vista            | Estreante        |                |
| Norte                | MM Acre                    | Rio Branco           | Estreante        |                |
| Norte                | Náutico Vôlei              | Boa Vista            | Estreante        |                |
| Norte                | Nilton Lins                | Manaus               | Estreante        |                |
| Norte                | Remo Vôlei                 | Belém                | 1º Sede Norte    |                |
| Norte                | Vôlei Orgulho              | Porto Velho          | Estreante        |                |
| Salvador (BA)        |                            |                      |                  |                |
| Nordeste 1           | Essencis Adelba            | Salvador             | Estreante        |                |
| Nordeste 1           | Central/Titãs Vôlei        | Caruaru              | Não disputou     |                |
| Nordeste 1           | Matense Voleibol           | Mata de São João     | Estreante        |                |
| Nordeste 1           | Salvador Vôlei             | Salvador             | Estreante        |                |
| Nordeste 1           | Team Vini Vôlei            | Aracaju              | 4º Sede Nordeste |                |
| Parnamirim (RN)      |                            |                      |                  |                |
| Nordeste 2           | Desportivo Parnamirim      | Parnamirim           | Não disputou     |                |
| Nordeste 2           | IAPE Vôlei                 | São Luís             | Estreante        |                |
| Nordeste 2           | Unifor                     | Fortaleza            | Não disputou     |                |
| Campo Grande (MS)    |                            |                      |                  |                |
| Centro-Oeste         | CFA/Voleibol Alta Floresta | Alta Floresta        | 13º Superliga B  |                |
| Centro-Oeste         | Evox                       | Primavera do Leste   | Estreante        |                |
| Centro-Oeste         | Instituto Ace              | Goiânia              | Não disputou     |                |
| Centro-Oeste         | Luverdense Vôlei           | Lucas do Rio Verde   | Estreante        |                |
| Centro-Oeste         | Minas Brasília             | Brasília             | Estreante        |                |
| Centro-Oeste         | Pantanal Vôlei             | Campo Grande         | Estreante        |                |
| Centro-Oeste         | Promais Vôlei              | Goiânia              | Estreante        |                |
| Itaquaquecetuba (SP) |                            |                      |                  |                |
| Sudeste              | ADV                        | Artur Nogueira       | Estreante        |                |
| Sudeste              | AGEE São Carlos            | São Carlos           | Estreante        |                |
| Sudeste              | Capixaba Vôlei             | Vitória              | 5º Sede Sudeste  |                |
| Sudeste              | Fluminense Vôlei           | Rio de Janeiro       | 7º Sede Sudeste  |                |
| Sudeste              | Grajaú Country             | Rio de Janeiro       | Estreante        |                |
| Sudeste              | Itabirito Pro Esporte      | Itabirito            | 9º Sede Sudeste  |                |
| Sudeste              | Itaquá Vôlei Mania         | Itaquaquecetuba      | Estreante        |                |
| Sudeste              | Super Vôlei Santo André    | Santo André          | Não disputou     |                |
| Sudeste              | Univassouras               | Vassouras            | Estreante        |                |
| Chapecó (SC)         |                            |                      |                  |                |
| Sul                  | APROV/Chapecó              | Chapecó              | 2º Sede Sul      |                |
| Sul                  | Araucária Vôlei            | Araucária            | 12º Superliga B  |                |
| Sul                  | Elase                      | Florianópolis        | Estreante        |                |
| Sul                  | EV Futuro                  | Erechim              | Estreante        |                |
| Sul                  | Foz do Iguaçu/SMEL         | Foz do Iguaçu        | Estreante        |                |
| Sul                  | Pro Vôlei Colombo          | Colombo              | Estreante        |                |
| Sul                  | São José dos Pinhais/AIEL  | São José dos Pinhais | Estreante        |                |

↑ 1. Araucária Vôlei desistiu da competição antes do seu início.

## Locais das partidas
| Campo Grande        | Chapecó              | Itaquaquecetuba              | Parnamirim               | Rio Branco               | Salvador        |
| ------------------- | -------------------- | ---------------------------- | ------------------------ | ------------------------ | --------------- |
| Ginásio Guanandizão | Ginásio Ivo Silveira | Ginásio Sumiyoshi Nakaharada | Ginásio do IFRN          | Ginásio SESC             | Ginásio Adelba  |
| Capacidade: 6.000   | Capacidade: 1.500    | Capacidade: 2.000            | Capacidade: desconhecido | Capacidade: desconhecido | Capacidade: 400 |

## Critérios para índice técnico
A pontuação para a classificação geral, na fase classificatória, será a seguinte:
1. a. Vitória (3x0 ou 3x1) - 3 pontos
2. b. Derrota (0x3 ou 1x3) - 0 ponto
3. c. Vitória (3x2) - 2 pontos
4. d. Derrota (2x3) - 1 ponto
5. e. Não comparecimento -2 pontos (menos 02 pontos)

Em caso de desistência de uma equipe durante a competição, ela será declarada perdedora pela contagem de 3 x 0 (25x00, 25x00, 25x00) em todos os jogos previstos para sua equipe na tabela, para fins de classificação.
O critério de desempate, na fase classificatória entre duas ou mais equipes, obedecerá aos seguintes critérios pela ordem:
1. Número de vitórias;
2. Razão de sets;
3. Razão de pontos;
4. Confronto direto (caso haja empate entre duas equipes);
5. Sorteio (cujas normas de realização serão definidas pela CBV).

## Fase Classificatória
|  |                                   |
|  | Classificado para etapa nacional. |
|  | Classificado para as semifinais.  |

### Sede Norte - Rio Branco
Grupo A
|     |                   |     | Jogos | Jogos | Jogos | Resultados | Resultados | Resultados | Resultados | Resultados | Resultados | Sets | Sets | Sets  | Pontos | Pontos | Pontos |
| Pos | Equipe            | Pts | T     | V     | D     | 3–0        | 3–1        | 3–2        | 2–3        | 1–3        | 0–3        | V    | P    | R     | V      | P      | R      |
| --- | ----------------- | --- | ----- | ----- | ----- | ---------- | ---------- | ---------- | ---------- | ---------- | ---------- | ---- | ---- | ----- | ------ | ------ | ------ |
| 1   | MM Acre           | 6   | 2     | 2     | 0     | 2          | 0          | 0          | 0          | 0          | 0          | 6    | 0    | MAX   | 152    | 120    | 1.267  |
| 2   | GAS Vôlei         | 2   | 2     | 1     | 1     | 0          | 0          | 1          | 0          | 0          | 1          | 3    | 5    | 0.600 | 169    | 171    | 0.988  |
| 3   | AVV Vôlei Vilhena | 1   | 2     | 0     | 2     | 0          | 0          | 0          | 1          | 0          | 1          | 2    | 6    | 0.333 | 152    | 182    | 0.835  |

Grupo B
|     |               |     | Jogos | Jogos | Jogos | Resultados | Resultados | Resultados | Resultados | Resultados | Resultados | Sets | Sets | Sets  | Pontos | Pontos | Pontos |
| Pos | Equipe        | Pts | T     | V     | D     | 3–0        | 3–1        | 3–2        | 2–3        | 1–3        | 0–3        | V    | P    | R     | V      | P      | R      |
| --- | ------------- | --- | ----- | ----- | ----- | ---------- | ---------- | ---------- | ---------- | ---------- | ---------- | ---- | ---- | ----- | ------ | ------ | ------ |
| 1   | Nilton Lins   | 6   | 2     | 2     | 0     | 1          | 1          | 0          | 0          | 0          | 0          | 6    | 1    | 6,000 | 173    | 126    | 1.373  |
| 2   | Vôlei Orgulho | 3   | 2     | 1     | 1     | 0          | 1          | 0          | 0          | 1          | 0          | 4    | 4    | 1,000 | 165    | 188    | 0.878  |
| 3   | Náutico Vôlei | 0   | 2     | 0     | 2     | 0          | 0          | 0          | 0          | 1          | 1          | 1    | 6    | 0.167 | 148    | 172    | 0.860  |

Grupo C
|     |            |     | Jogos | Jogos | Jogos | Resultados | Resultados | Resultados | Resultados | Resultados | Resultados | Sets | Sets | Sets  | Pontos | Pontos | Pontos |
| Pos | Equipe     | Pts | T     | V     | D     | 3–0        | 3–1        | 3–2        | 2–3        | 1–3        | 0–3        | V    | P    | R     | V      | P      | R      |
| --- | ---------- | --- | ----- | ----- | ----- | ---------- | ---------- | ---------- | ---------- | ---------- | ---------- | ---- | ---- | ----- | ------ | ------ | ------ |
| 1   | Remo Vôlei | 6   | 2     | 2     | 0     | 2          | 0          | 0          | 0          | 0          | 0          | 6    | 0    | MAX   | 150    | 90     | 1.667  |
| 2   | Clube ACV  | 3   | 2     | 1     | 1     | 0          | 1          | 0          | 0          | 0          | 1          | 3    | 4    | 0.750 | 144    | 150    | 0.960  |
| 3   | Iate Clube | 0   | 2     | 0     | 2     | 0          | 0          | 0          | 0          | 1          | 1          | 1    | 6    | 0.167 | 122    | 176    | 0.693  |

#### 1ª Rodada
| Data   | Hora  |                   | Placar |               | Set 1 | Set 2 | Set 3 | Set 4 | Set 5 | Total | Relatório |
| ------ | ----- | ----------------- | ------ | ------------- | ----- | ----- | ----- | ----- | ----- | ----- | --------- |
| 03 ago | 09:00 | Remo Vôlei        | 3–0    | Iate Clube    | 25–13 | 25–16 | 25–18 |       |       | 75–47 |           |
| 03 ago | 11:00 | Nilton Lins       | 3–0    | Náutico Vôlei | 25–23 | 25–21 | 25–14 |       |       | 75–58 |           |
| 03 ago | 13:00 | AVV Vôlei Vilhena | 0–3    | MM Acre       | 21–25 | 16–25 | 21–25 |       |       | 58–75 |           |

#### 2ª Rodada
| Data   | Hora  |               | Placar |               | Set 1 | Set 2 | Set 3 | Set 4 | Set 5 | Total  | Relatório |
| ------ | ----- | ------------- | ------ | ------------- | ----- | ----- | ----- | ----- | ----- | ------ | --------- |
| 03 ago | 16:00 | Clube ACV     | 3–1    | Iate Clube    | 26–28 | 25–16 | 25–19 | 25–12 |       | 101–75 |           |
| 03 ago | 18:00 | Vôlei Orgulho | 3–1    | Náutico Vôlei | 21–25 | 25–23 | 26–24 | 25–18 |       | 97–90  |           |
| 03 ago | 20:00 | GAS Vôlei     | 0–3    | MM Acre       | 25–27 | 19–25 | 18–25 |       |       | 62–77  |           |

#### 3ª Rodada
| Data   | Hora  |               | Placar |                   | Set 1 | Set 2 | Set 3 | Set 4 | Set 5 | Total  | Relatório |
| ------ | ----- | ------------- | ------ | ----------------- | ----- | ----- | ----- | ----- | ----- | ------ | --------- |
| 04 ago | 15:00 | Clube ACV     | 0–3    | Remo Vôlei        | 19–25 | 20–25 | 22–25 |       |       | 61–75  |           |
| 04 ago | 17:00 | GAS Vôlei     | 3–2    | AVV Vôlei Vilhena | 22–25 | 25–15 | 20–25 | 25–17 | 25–12 | 117–94 |           |
| 04 ago | 19:00 | Vôlei Orgulho | 1–3    | Nilton Lins       | 25–23 | 11–25 | 19–25 | 13–25 |       | 68–98  |           |

#### Semifinal
| Data   | Hora  |            | Placar |               | Set 1 | Set 2 | Set 3 | Set 4 | Set 5 | Total   | Relatório |
| ------ | ----- | ---------- | ------ | ------------- | ----- | ----- | ----- | ----- | ----- | ------- | --------- |
| 05 ago | 17:00 | Remo Vôlei | 3–1    | Vôlei Orgulho | 25–21 | 25–21 | 22–25 | 25–22 |       | 97–89   |           |
| 05 ago | 19:00 | MM Acre    | 2–3    | Nilton Lins   | 21–25 | 25–17 | 25–19 | 27–29 | 13–15 | 111–105 |           |

#### Terceiro Lugar
| Data   | Hora  |               | Placar |         | Set 1 | Set 2 | Set 3 | Set 4 | Set 5 | Total | Relatório |
| ------ | ----- | ------------- | ------ | ------- | ----- | ----- | ----- | ----- | ----- | ----- | --------- |
| 06 ago | 17:00 | Vôlei Orgulho | 0–3    | MM Acre | 19–25 | 20–25 | 21–25 |       |       | 60–75 |           |

#### Final
| Data   | Hora  |            | Placar |             | Set 1 | Set 2 | Set 3 | Set 4 | Set 5 | Total   | Relatório |
| ------ | ----- | ---------- | ------ | ----------- | ----- | ----- | ----- | ----- | ----- | ------- | --------- |
| 06 ago | 19:00 | Remo Vôlei | 3–2    | Nilton Lins | 25–22 | 25–27 | 15–25 | 25–20 | 15–7  | 105–101 |           |

### Sede Nordeste 1 - Salvador
|     |                     |     | Jogos | Jogos | Jogos | Resultados | Resultados | Resultados | Resultados | Resultados | Resultados | Sets | Sets | Sets  | Pontos | Pontos | Pontos |
| Pos | Equipe              | Pts | T     | V     | D     | 3–0        | 3–1        | 3–2        | 2–3        | 1–3        | 0–3        | V    | P    | R     | V      | P      | R      |
| --- | ------------------- | --- | ----- | ----- | ----- | ---------- | ---------- | ---------- | ---------- | ---------- | ---------- | ---- | ---- | ----- | ------ | ------ | ------ |
| 1   | Team Vini Vôlei     | 12  | 4     | 4     | 0     | 1          | 3          | 0          | 0          | 0          | 0          | 12   | 3    | 4,000 | 366    | 298    | 1.228  |
| 2   | Salvador Vôlei      | 9   | 4     | 3     | 1     | 1          | 2          | 0          | 0          | 1          | 0          | 10   | 5    | 2,000 | 362    | 326    | 1.110  |
| 3   | Essencis Adelba     | 6   | 4     | 2     | 2     | 1          | 1          | 0          | 0          | 2          | 0          | 8    | 7    | 1.143 | 350    | 336    | 1.042  |
| 4   | Matense Voleibol    | 3   | 4     | 1     | 3     | 1          | 0          | 0          | 0          | 2          | 1          | 5    | 9    | 0.556 | 303    | 336    | 0.902  |
| 5   | Central/Titãs Vôlei | 0   | 4     | 0     | 4     | 0          | 0          | 0          | 0          | 1          | 3          | 1    | 12   | 0.083 | 241    | 326    | 0.739  |

#### 1ª Rodada
| Data   | Hora  |                  | Placar |                     | Set 1 | Set 2 | Set 3 | Set 4 | Set 5 | Total | Relatório |
| ------ | ----- | ---------------- | ------ | ------------------- | ----- | ----- | ----- | ----- | ----- | ----- | --------- |
| 03 ago | 15:00 | Matense Voleibol | 3–0    | Central/Titãs Vôlei | 28–26 | 26–24 | 25–15 |       |       | 79–65 |           |
| 03 ago | 19:00 | Team Vini Vôlei  | 3–1    | Salvador Vôlei      | 22–25 | 25–21 | 25–22 | 25–19 |       | 97–87 |           |

#### 2ª Rodada
| Data   | Hora  |                  | Placar |                 | Set 1 | Set 2 | Set 3 | Set 4 | Set 5 | Total  | Relatório |
| ------ | ----- | ---------------- | ------ | --------------- | ----- | ----- | ----- | ----- | ----- | ------ | --------- |
| 04 ago | 15:00 | Matense Voleibol | 1–3    | Salvador Vôlei  | 24–26 | 27–25 | 16–25 | 15–25 |       | 82–101 |           |
| 04 ago | 19:00 | Essencis Adelba  | 1–3    | Team Vini Vôlei | 25–22 | 23–25 | 19–25 | 22–25 |       | 89–97  |           |

#### 3ª Rodada
| Data   | Hora  |                  | Placar |                     | Set 1 | Set 2 | Set 3 | Set 4 | Set 5 | Total | Relatório |
| ------ | ----- | ---------------- | ------ | ------------------- | ----- | ----- | ----- | ----- | ----- | ----- | --------- |
| 05 ago | 15:00 | Matense Voleibol | 0–3    | Team Vini Vôlei     | 17–25 | 22–25 | 15–25 |       |       | 54–75 |           |
| 05 ago | 19:00 | Essencis Adelba  | 3–0    | Central/Titãs Vôlei | 25–22 | 25–17 | 25–13 |       |       | 75–52 |           |

#### 4ª Rodada
| Data   | Hora  |                 | Placar |                     | Set 1 | Set 2 | Set 3 | Set 4 | Set 5 | Total | Relatório |
| ------ | ----- | --------------- | ------ | ------------------- | ----- | ----- | ----- | ----- | ----- | ----- | --------- |
| 06 ago | 15:00 | Team Vini Vôlei | 3–1    | Central/Titãs Vôlei | 25–19 | 22–25 | 25–9  | 25–15 |       | 97–68 |           |
| 06 ago | 19:00 | Essencis Adelba | 1–3    | Salvador Vôlei      | 25–22 | 24–26 | 24–26 | 18–25 |       | 91–99 |           |

#### 5ª Rodada
| Data   | Hora  |                     | Placar |                  | Set 1 | Set 2 | Set 3 | Set 4 | Set 5 | Total | Relatório |
| ------ | ----- | ------------------- | ------ | ---------------- | ----- | ----- | ----- | ----- | ----- | ----- | --------- |
| 07 ago | 15:00 | Central/Titãs Vôlei | 0–3    | Salvador Vôlei   | 22–25 | 12–25 | 22–25 |       |       | 56–75 |           |
| 07 ago | 19:00 | Essencis Adelba     | 3–1    | Matense Voleibol | 20–25 | 25–20 | 25–21 | 25–22 |       | 95–88 |           |

### Sede Nordeste 2 - Parnamirim
|     |                       |     | Jogos | Jogos | Jogos | Resultados | Resultados | Resultados | Resultados | Resultados | Resultados | Sets | Sets | Sets  | Pontos | Pontos | Pontos |
| Pos | Equipe                | Pts | T     | V     | D     | 3–0        | 3–1        | 3–2        | 2–3        | 1–3        | 0–3        | V    | P    | R     | V      | P      | R      |
| --- | --------------------- | --- | ----- | ----- | ----- | ---------- | ---------- | ---------- | ---------- | ---------- | ---------- | ---- | ---- | ----- | ------ | ------ | ------ |
| 1   | Unifor                | 6   | 2     | 2     | 0     | 0          | 2          | 0          | 0          | 0          | 0          | 6    | 2    | 3,000 | 195    | 180    | 1.083  |
| 2   | IAPE Vôlei            | 3   | 2     | 1     | 1     | 0          | 1          | 0          | 0          | 1          | 0          | 4    | 4    | 1,000 | 196    | 195    | 1.005  |
| 3   | Desportivo Parnamirim | 0   | 2     | 0     | 2     | 0          | 0          | 0          | 0          | 2          | 0          | 2    | 6    | 0.333 | 178    | 194    | 0.918  |

#### 1ª Rodada
| Data   | Hora  |        | Placar |            | Set 1 | Set 2 | Set 3 | Set 4 | Set 5 | Total  | Relatório |
| ------ | ----- | ------ | ------ | ---------- | ----- | ----- | ----- | ----- | ----- | ------ | --------- |
| 03 ago | 19:00 | Unifor | 3–1    | IAPE Vôlei | 25–21 | 28–30 | 25–22 | 25–21 |       | 103–94 |           |

#### 2ª Rodada
| Data   | Hora  |                       | Placar |            | Set 1 | Set 2 | Set 3 | Set 4 | Set 5 | Total  | Relatório |
| ------ | ----- | --------------------- | ------ | ---------- | ----- | ----- | ----- | ----- | ----- | ------ | --------- |
| 04 ago | 18:00 | Desportivo Parnamirim | 1–3    | IAPE Vôlei | 22–25 | 29–27 | 19–25 | 22–25 |       | 92–102 |           |

#### 3ª Rodada
| Data   | Hora  |                       | Placar |        | Set 1 | Set 2 | Set 3 | Set 4 | Set 5 | Total | Relatório |
| ------ | ----- | --------------------- | ------ | ------ | ----- | ----- | ----- | ----- | ----- | ----- | --------- |
| 05 ago | 19:00 | Desportivo Parnamirim | 1–3    | Unifor | 25–17 | 22–25 | 19–25 | 20–25 |       | 86–92 |           |

### Sede Centro-Oeste - Campo Grande
Grupo A
|     |                |     | Jogos | Jogos | Jogos | Resultados | Resultados | Resultados | Resultados | Resultados | Resultados | Sets | Sets | Sets  | Pontos | Pontos | Pontos |
| Pos | Equipe         | Pts | T     | V     | D     | 3–0        | 3–1        | 3–2        | 2–3        | 1–3        | 0–3        | V    | P    | R     | V      | P      | R      |
| --- | -------------- | --- | ----- | ----- | ----- | ---------- | ---------- | ---------- | ---------- | ---------- | ---------- | ---- | ---- | ----- | ------ | ------ | ------ |
| 1   | Pantanal Vôlei | 6   | 2     | 2     | 0     | 2          | 0          | 0          | 0          | 0          | 0          | 6    | 0    | MAX   | 150    | 95     | 1.579  |
| 2   | Instituto Ace  | 3   | 2     | 1     | 1     | 1          | 0          | 0          | 0          | 0          | 1          | 3    | 3    | 1,000 | 124    | 121    | 1.025  |
| 3   | Minas Brasília | 0   | 2     | 0     | 2     | 0          | 0          | 0          | 0          | 0          | 2          | 0    | 6    | 0,000 | 92     | 150    | 0.613  |

Grupo B
|     |                            |     | Jogos | Jogos | Jogos | Resultados | Resultados | Resultados | Resultados | Resultados | Resultados | Sets | Sets | Sets  | Pontos | Pontos | Pontos |
| Pos | Equipe                     | Pts | T     | V     | D     | 3–0        | 3–1        | 3–2        | 2–3        | 1–3        | 0–3        | V    | P    | R     | V      | P      | R      |
| --- | -------------------------- | --- | ----- | ----- | ----- | ---------- | ---------- | ---------- | ---------- | ---------- | ---------- | ---- | ---- | ----- | ------ | ------ | ------ |
| 1   | CFA/Voleibol Alta Floresta | 9   | 3     | 3     | 0     | 1          | 2          | 0          | 0          | 0          | 0          | 9    | 2    | 4.500 | 274    | 231    | 1.186  |
| 2   | Luverdense Vôlei           | 6   | 3     | 2     | 1     | 1          | 1          | 0          | 0          | 1          | 0          | 7    | 4    | 1.750 | 262    | 242    | 1.083  |
| 3   | Promais Vôlei              | 3   | 3     | 1     | 2     | 0          | 1          | 0          | 0          | 2          | 0          | 5    | 7    | 0.714 | 272    | 288    | 0.944  |
| 4   | Evox                       | 0   | 3     | 0     | 3     | 0          | 0          | 0          | 0          | 1          | 2          | 1    | 9    | 0.111 | 185    | 247    | 0.749  |

↑ 2. CFA/Voleibol Alta Floresta foi punido com a desclassificação “por não inscrever ao menos dois atletas sub-23 na fase classificatória, conforme previsto no regulamento”.

#### 1ª Rodada
| Data   | Hora  |                  | Placar |                        | Set 1 | Set 2 | Set 3 | Set 4 | Set 5 | Total | Relatório |
| ------ | ----- | ---------------- | ------ | ---------------------- | ----- | ----- | ----- | ----- | ----- | ----- | --------- |
| 03 ago | 15:00 | Evox             | 1–3    | Promais Vôlei          | 14–25 | 24–26 | 25–21 | 22–25 |       | 85–97 |           |
| 03 ago | 17:00 | Luverdense Vôlei | 1–3    | Voleibol Alta Floresta | 24–26 | 25–21 | 14–25 | 23–25 |       | 86–97 |           |
| 03 ago | 19:00 | Pantanal Vôlei   | 3–0    | Minas Brasília         | 25–17 | 25–14 | 25–15 |       |       | 75–46 |           |

#### 2ª Rodada
| Data   | Hora  |                  | Placar |                        | Set 1 | Set 2 | Set 3 | Set 4 | Set 5 | Total  | Relatório |
| ------ | ----- | ---------------- | ------ | ---------------------- | ----- | ----- | ----- | ----- | ----- | ------ | --------- |
| 04 ago | 15:00 | Evox             | 0–3    | Voleibol Alta Floresta | 17–25 | 14–25 | 11–25 |       |       | 42–75  |           |
| 04 ago | 17:00 | Luverdense Vôlei | 3–1    | Promais Vôlei          | 22–25 | 25–20 | 29–27 | 25–15 |       | 101–87 |           |
| 04 ago | 19:00 | Instituto Ace    | 3–0    | Minas Brasília         | 25–14 | 25–18 | 25–14 |       |       | 75–46  |           |

#### 3ª Rodada
| Data   | Hora  |                  | Placar |                        | Set 1 | Set 2 | Set 3 | Set 4 | Set 5 | Total  | Relatório |
| ------ | ----- | ---------------- | ------ | ---------------------- | ----- | ----- | ----- | ----- | ----- | ------ | --------- |
| 05 ago | 15:00 | Promais Vôlei    | 1–3    | Voleibol Alta Floresta | 29–27 | 15–25 | 22–25 | 22–25 |       | 88–102 |           |
| 05 ago | 17:00 | Luverdense Vôlei | 3–0    | Evox                   | 25–18 | 25–17 | 25–23 |       |       | 75–58  |           |
| 05 ago | 19:00 | Pantanal Vôlei   | 3–0    | Instituto Ace          | 25–19 | 25–15 | 25–15 |       |       | 75–49  |           |

#### Semifinal
| Data   | Hora  |                  | Placar |               | Set 1 | Set 2 | Set 3 | Set 4 | Set 5 | Total  | Relatório |
| ------ | ----- | ---------------- | ------ | ------------- | ----- | ----- | ----- | ----- | ----- | ------ | --------- |
| 06 ago | 20:00 | Luverdense Vôlei | 2–3    | Instituto Ace | 25–22 | 25–20 | 19–25 | 19–25 | 10–15 | 98–107 |           |
| 06 ago | 21:30 | Pantanal Vôlei   | 3–0    | Promais Vôlei | 25–16 | 25–6  | 25–19 |       |       | 75–41  |           |

#### Terceiro Lugar
| Data   | Hora  |                  | Placar |               | Set 1 | Set 2 | Set 3 | Set 4 | Set 5 | Total   | Relatório |
| ------ | ----- | ---------------- | ------ | ------------- | ----- | ----- | ----- | ----- | ----- | ------- | --------- |
| 07 ago | 17:00 | Luverdense Vôlei | 2–3    | Promais Vôlei | 22–25 | 25–19 | 25–19 | 22–25 | 13–15 | 107–103 |           |

#### Final
| Data   | Hora  |               | Placar |                | Set 1 | Set 2 | Set 3 | Set 4 | Set 5 | Total | Relatório |
| ------ | ----- | ------------- | ------ | -------------- | ----- | ----- | ----- | ----- | ----- | ----- | --------- |
| 07 ago | 19:00 | Instituto Ace | 1–3    | Pantanal Vôlei | 18–25 | 25–22 | 20–25 | 23–25 |       | 86–97 |           |

### Sede Sudeste - Itaquaquecetuba
Grupo A
|     |                    |     | Jogos | Jogos | Jogos | Resultados | Resultados | Resultados | Resultados | Resultados | Resultados | Sets | Sets | Sets  | Pontos | Pontos | Pontos |
| Pos | Equipe             | Pts | T     | V     | D     | 3–0        | 3–1        | 3–2        | 2–3        | 1–3        | 0–3        | V    | P    | R     | V      | P      | R      |
| --- | ------------------ | --- | ----- | ----- | ----- | ---------- | ---------- | ---------- | ---------- | ---------- | ---------- | ---- | ---- | ----- | ------ | ------ | ------ |
| 1   | Univassouras       | 5   | 2     | 2     | 0     | 1          | 0          | 1          | 0          | 0          | 0          | 6    | 2    | 3,000 | 188    | 161    | 1.168  |
| 2   | Itaquá Vôlei Mania | 4   | 2     | 1     | 1     | 1          | 0          | 0          | 1          | 0          | 0          | 5    | 3    | 1.667 | 183    | 160    | 1.144  |
| 3   | AGEE São Carlos    | 0   | 2     | 0     | 2     | 0          | 0          | 0          | 0          | 0          | 2          | 0    | 6    | 0,000 | 100    | 150    | 0.667  |

↑ 3. Univassouras foi punido com a desclassificação “por não inscrever ao menos dois atletas sub-21 na fase classificatória, conforme previsto no regulamento”.

Grupo B
|     |                       |     | Jogos | Jogos | Jogos | Resultados | Resultados | Resultados | Resultados | Resultados | Resultados | Sets | Sets | Sets  | Pontos | Pontos | Pontos |
| Pos | Equipe                | Pts | T     | V     | D     | 3–0        | 3–1        | 3–2        | 2–3        | 1–3        | 0–3        | V    | P    | R     | V      | P      | R      |
| --- | --------------------- | --- | ----- | ----- | ----- | ---------- | ---------- | ---------- | ---------- | ---------- | ---------- | ---- | ---- | ----- | ------ | ------ | ------ |
| 1   | Grajaú Country        | 4   | 2     | 2     | 0     | 0          | 0          | 2          | 0          | 0          | 0          | 6    | 4    | 1.500 | 207    | 206    | 1.005  |
| 2   | Itabirito Pro Esporte | 4   | 2     | 1     | 1     | 1          | 0          | 0          | 1          | 0          | 0          | 5    | 3    | 1.667 | 176    | 161    | 1.093  |
| 3   | ADV                   | 1   | 2     | 0     | 2     | 0          | 0          | 0          | 1          | 0          | 1          | 2    | 6    | 0.333 | 163    | 179    | 0.911  |

Grupo C
|     |                         |     | Jogos | Jogos | Jogos | Resultados | Resultados | Resultados | Resultados | Resultados | Resultados | Sets | Sets | Sets  | Pontos | Pontos | Pontos |
| Pos | Equipe                  | Pts | T     | V     | D     | 3–0        | 3–1        | 3–2        | 2–3        | 1–3        | 0–3        | V    | P    | R     | V      | P      | R      |
| --- | ----------------------- | --- | ----- | ----- | ----- | ---------- | ---------- | ---------- | ---------- | ---------- | ---------- | ---- | ---- | ----- | ------ | ------ | ------ |
| 1   | Fluminense Vôlei        | 6   | 2     | 2     | 0     | 2          | 0          | 0          | 0          | 0          | 0          | 6    | 0    | MAX   | 153    | 118    | 1.297  |
| 2   | Capixaba Vôlei          | 3   | 2     | 1     | 1     | 1          | 0          | 0          | 0          | 0          | 1          | 3    | 3    | 1,000 | 138    | 136    | 1.015  |
| 3   | Super Vôlei Santo André | 0   | 2     | 0     | 2     | 0          | 0          | 0          | 0          | 0          | 2          | 0    | 6    | 0,000 | 113    | 150    | 0.753  |

#### 1ª Rodada
| Data   | Hora  |                    | Placar |                       | Set 1 | Set 2 | Set 3 | Set 4 | Set 5 | Total   | Relatório |
| ------ | ----- | ------------------ | ------ | --------------------- | ----- | ----- | ----- | ----- | ----- | ------- | --------- |
| 03 ago | 14:00 | Fluminense Vôlei   | 3–0    | Capixaba Vôlei        | 28–26 | 25–19 | 25–18 |       |       | 78–63   |           |
| 03 ago | 17:00 | Grajaú Country     | 3–2    | Itabirito Pro Esporte | 19–25 | 25–22 | 19–25 | 25–17 | 15–12 | 103–101 |           |
| 03 ago | 20:00 | Itaquá Vôlei Mania | 3–0    | AGEE São Carlos       | 25–16 | 25–16 | 25–15 |       |       | 75–47   |           |

#### 2ª Rodada
| Data   | Hora  |                    | Placar |                         | Set 1 | Set 2 | Set 3 | Set 4 | Set 5 | Total   | Relatório |
| ------ | ----- | ------------------ | ------ | ----------------------- | ----- | ----- | ----- | ----- | ----- | ------- | --------- |
| 04 ago | 14:00 | Grajaú Country     | 3–2    | ADV                     | 25–22 | 19–25 | 25–21 | 20–25 | 15–12 | 104–105 |           |
| 04 ago | 17:00 | Fluminense Vôlei   | 3–0    | Super Vôlei Santo André | 25–19 | 25–20 | 25–16 |       |       | 75–55   |           |
| 04 ago | 20:00 | Itaquá Vôlei Mania | 2–3    | Univassouras            | 23–25 | 25–23 | 25–23 | 20–25 | 15–17 | 108–113 |           |

#### 3ª Rodada
| Data   | Hora  |                       | Placar |                         | Set 1 | Set 2 | Set 3 | Set 4 | Set 5 | Total | Relatório |
| ------ | ----- | --------------------- | ------ | ----------------------- | ----- | ----- | ----- | ----- | ----- | ----- | --------- |
| 05 ago | 14:00 | AGEE São Carlos       | 0–3    | Univassouras            | 19–25 | 18–25 | 16–25 |       |       | 53–75 |           |
| 05 ago | 17:00 | Itabirito Pro Esporte | 3–0    | ADV                     | 25–15 | 25–22 | 25–21 |       |       | 75–58 |           |
| 05 ago | 20:00 | Capixaba Vôlei        | 3–0    | Super Vôlei Santo André | 25–18 | 25–21 | 25–19 |       |       | 75–58 |           |

#### Semifinal
| Data   | Hora  |                  | Placar |                       | Set 1 | Set 2 | Set 3 | Set 4 | Set 5 | Total | Relatório |
| ------ | ----- | ---------------- | ------ | --------------------- | ----- | ----- | ----- | ----- | ----- | ----- | --------- |
| 06 ago | 19:30 | Grajaú Country   | 0–3    | Itaquá Vôlei Mania    | 17–25 | 21–25 | 12–25 |       |       | 50–75 |           |
| 06 ago | 21:00 | Fluminense Vôlei | 3–1    | Itabirito Pro Esporte | 25–18 | 25–20 | 22–25 | 25–23 |       | 97–86 |           |

#### Terceiro Lugar
| Data   | Hora  |                | Placar |                       | Set 1 | Set 2 | Set 3 | Set 4 | Set 5 | Total   | Relatório |
| ------ | ----- | -------------- | ------ | --------------------- | ----- | ----- | ----- | ----- | ----- | ------- | --------- |
| 07 ago | 16:00 | Grajaú Country | 3–2    | Itabirito Pro Esporte | 25–16 | 21–25 | 25–23 | 21–25 | 15–11 | 107–100 |           |

#### Final
| Data   | Hora  |                    | Placar |                  | Set 1 | Set 2 | Set 3 | Set 4 | Set 5 | Total | Relatório |
| ------ | ----- | ------------------ | ------ | ---------------- | ----- | ----- | ----- | ----- | ----- | ----- | --------- |
| 07 ago | 19:00 | Itaquá Vôlei Mania | 1–3    | Fluminense Vôlei | 25–21 | 24–26 | 17–25 | 20–25 |       | 86–97 |           |

### Sede Sul - Chapecó
|     |                           |     | Jogos | Jogos | Jogos | Resultados | Resultados | Resultados | Resultados | Resultados | Resultados | Sets | Sets | Sets | Pontos | Pontos | Pontos |
| Pos | Equipe                    | Pts | T     | V     | D     | 3–0        | 3–1        | 3–2        | 2–3        | 1–3        | 0–3        | V    | P    | R    | V      | P      | R      |
| --- | ------------------------- | --- | ----- | ----- | ----- | ---------- | ---------- | ---------- | ---------- | ---------- | ---------- | ---- | ---- | ---- | ------ | ------ | ------ |
| 1   | Elase                     | 0   | 0     | 0     | 0     | 0          | 0          | 0          | 0          | 0          | 0          | 0    | 0    | MAX  | 0      | 0      | MAX    |
| 2   | APROV/Chapecó             | 0   | 0     | 0     | 0     | 0          | 0          | 0          | 0          | 0          | 0          | 0    | 0    | MAX  | 0      | 0      | MAX    |
| 3   | EV Futuro                 | 0   | 0     | 0     | 0     | 0          | 0          | 0          | 0          | 0          | 0          | 0    | 0    | MAX  | 0      | 0      | MAX    |
| 4   | Pro Vôlei Colombo         | 0   | 0     | 0     | 0     | 0          | 0          | 0          | 0          | 0          | 0          | 0    | 0    | MAX  | 0      | 0      | MAX    |
| 5   | São José dos Pinhais/AIEL | 0   | 0     | 0     | 0     | 0          | 0          | 0          | 0          | 0          | 0          | 0    | 0    | MAX  | 0      | 0      | MAX    |
| 6   | Foz do Iguaçu/SMEL        | 0   | 0     | 0     | 0     | 0          | 0          | 0          | 0          | 0          | 0          | 0    | 0    | MAX  | 0      | 0      | MAX    |

## Equipes classificadas para a Fase Final
| Equipe           | Grupo                       |
| ---------------- | --------------------------- |
| Remo Vôlei       | Norte                       |
| Team Vini Vôlei  | Nordeste 1                  |
| Unifor           | Nordeste 2                  |
| Pantanal Vôlei   | Centro-Oeste                |
| Fluminense Vôlei | Sudeste                     |
| APROV/Chapecó    | Sul                         |
| Salvador Vôlei   | Melhor segundo (Nordeste 1) |
| Elase            | 2º Melhor segundo (Sul)     |